# Zalmay Khalilzad
Zalmay Khalilzad (ur. 1951 w Mazar-i Szarif) – amerykański polityk, wykładowca i analityk polityczny afgańskiego pochodzenia (Pasztun).
Jest najwyżej postawionym Afgańczykiem i muzułmaninem w Stanach Zjednoczonych.
Ukończył prywatną szkołę w Kabulu – Ghazi Lycée. W ramach wymiany studenckiej trafił do Stanów Zjednoczonych, gdzie doktoryzował się na University of Chicago (1979). W latach 80. pracował na University of Columbia, gdzie współpracował m.in. z Zbigniewem Brzezińskim.
Od końca lat 80. zajmował stanowiska w administracji państwowej, w Departamencie Stanu i Departamencie Obrony. Między 1993 a 1999 r. pracował w RAND Corporation. Jest również członkiem Project for the New American Century. W maju 2001 roku trafił do Rady Bezpieczeństwa Narodowego jako asystent prezydenta i starszy dyrektor ds. Zatoki Perskiej, Azji Południowowschodniej i innych spraw regionalnych.
Między 24 września 2003 a 21 czerwca 2005 był ambasadorem USA w Afganistanie, a następnie od 21 czerwca 2005 do 26 marca 2007 był ambasadorem USA w Iraku. Od 17 kwietnia 2007 pełni funkcję Ambasadora Stanów Zjednoczonych przy ONZ.